# Monumento a Ettore Fieramosca
Il monumento a Ettore Fieramosca arricchisce Piazza 13 febbraio 1503, a Barletta.

## Storia
Fu realizzato nel 1980, su modello del bozzetto di Achille Stocchi, realizzato nel 1870, a seguito di un concorso indetto dal comune di Barletta. 
Il modello di Stocchi è oggi conservato nella Cantina della Sfida. 
Nel 2001 fu spostato è allocato su un piedistallo in piazza 13 febbraio 1503.
Il monumento che raffigura lo scontro finale tra Ettore Fieramosca e Charles La Motte, ha un grande valore simbolico e rappresentativo, visto che raffigura l'eroe per antonomasia della Disfida di Barletta, uno degli eventi su cui venne costruito il Risorgimento nazionale, periodo della storia italiana durante il quale l'Italia conseguì la propria unità nazionale.